# Guillon (Yonne)
Guillon ist eine Ortschaft und eine ehemalige französische Gemeinde mit 422 Einwohnern (Stand: 1. Januar 2022) im Département Yonne in der Region Bourgogne-Franche-Comté (vor 2016 Burgund). Sie gehörte zum Arrondissement Avallon und zum Kanton Chablis (bis 2015 Kanton Guillon).
Mit Wirkung vom 1. Januar 2019 wurden die früheren Gemeinden Guillon, Cisery, Sceaux, Trévilly und Vignes zur Commune nouvelle Guillon-Terre-Plaine zusammengeschlossen und haben dort den Status einer Commune déléguée. Der Verwaltungssitz befindet sich im Ort Guillon.

## Geographie
Guillon liegt etwa 50 Kilometer südöstlich von Auxerre am Serein. Umgeben wurde die Gemeinde Guillon von den Nachbargemeinden Talcy im Norden, Santigny im Nordosten, Vignes im Osten und Nordosten, Toutry im Osten und Südosten, Savigny-en-Terre-Plaine im Süden, Cisery im Westen und Südwesten, Trévilly im Westen sowie Montréal im Nordwesten.
Am Südrand der Commune déléguée führt die Autoroute A6 entlang.

## Bevölkerungsentwicklung
| Jahr                      | 1962 | 1968 | 1975 | 1982 | 1990 | 1999 | 2006 | 2013 |
| Einwohner                 | 498  | 497  | 446  | 438  | 439  | 454  | 457  | 489  |
| Quelle: Cassini und INSEE |      |      |      |      |      |      |      |      |

## Sehenswürdigkeiten
- Kirche Saint-Rémy aus dem 12. Jahrhundert mit An- und Umbauten aus dem 15. Jahrhundert
- Brücke aus dem 16. Jahrhundert

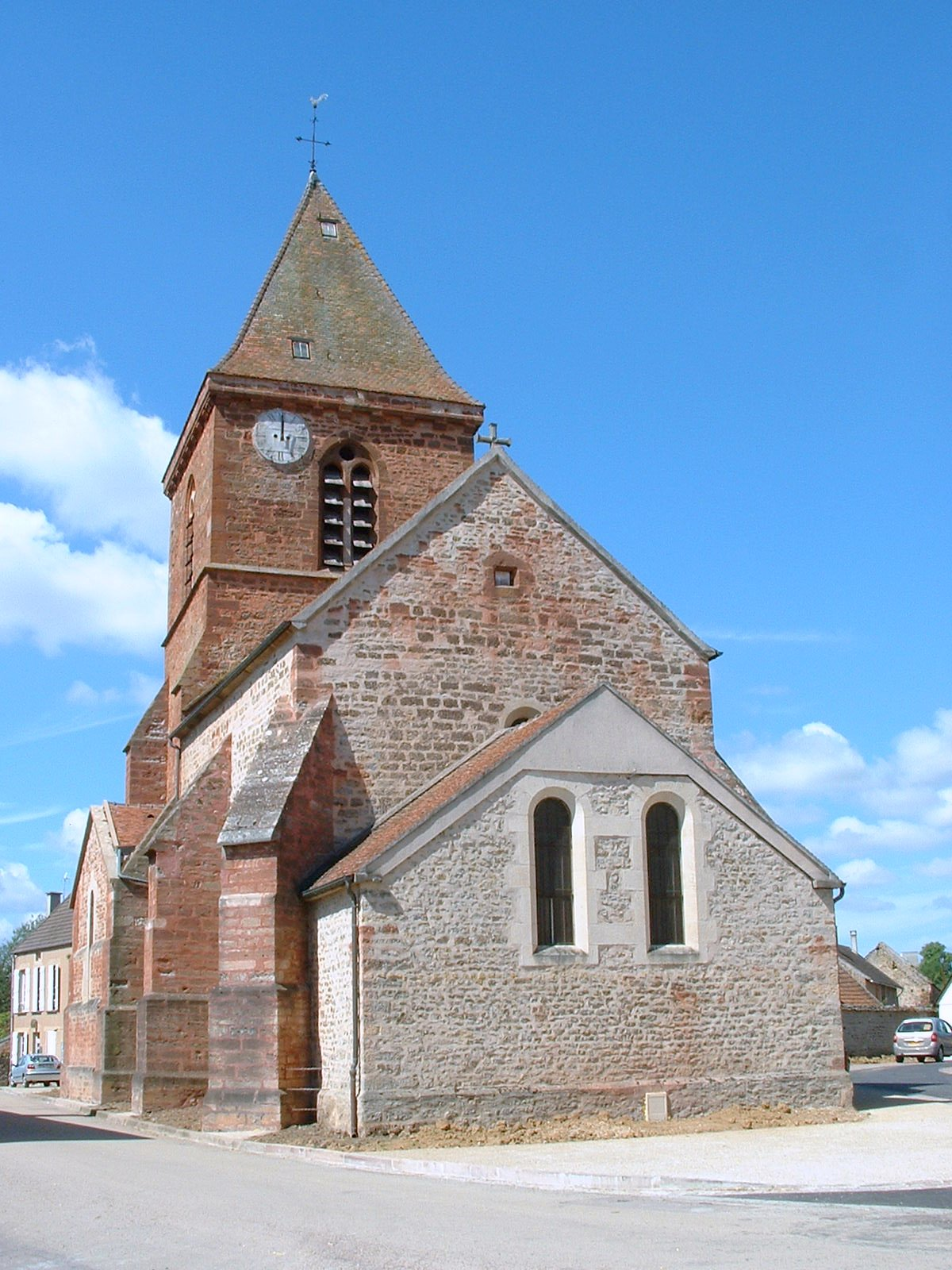
Kirche Saint-Rémy
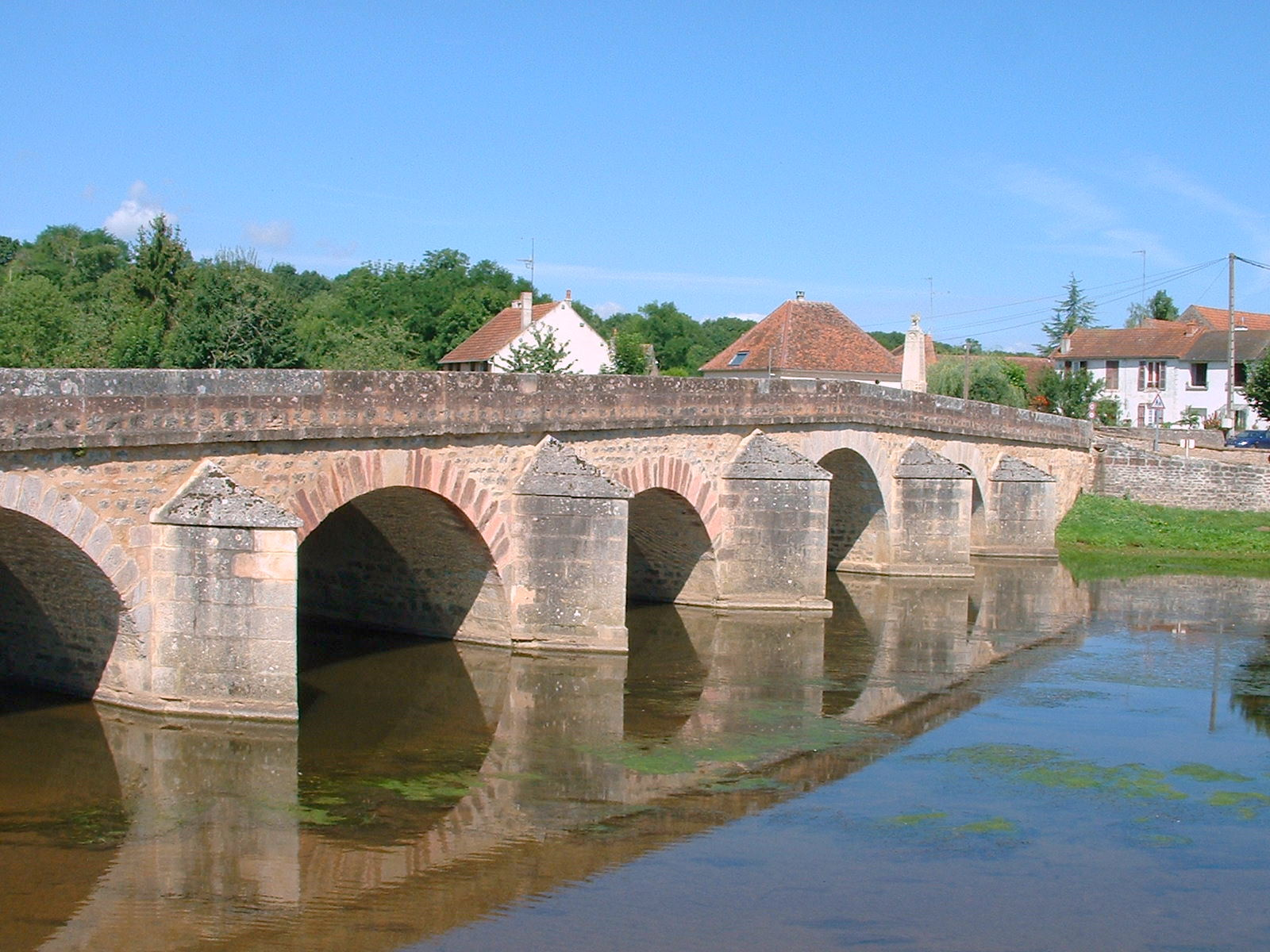
Brücke